# Donovan Léon
Donovan Léon (* 3. November 1992 in Cayenne, Französisch-Guayana) ist ein französischer Fußballspieler. 

## Karriere
Léon startete seine Fußballkarriere im Frühjahr 1999 in seiner Heimat für den Club Sportif et Culturel de Cayenne. 2007 verließ er Französisch-Guayana und versuchte sein fußballerisches Glück auf dem französischen Festland, wo er im Sommer einen Vertrag desselben Jahres mit CSF Brétigny unterschrieb.
Nachdem er sich in zwei Jahren bei CSF Bretigny zum Leistungsträger entwickelte, wurde er von der AJ Auxerre gescoutet. Im Frühjahr 2010 schaffte er den Sprung aus der Jugend in die dritte Mannschaft und gab sein Debüt für diese am 29. Mai 2010 gegen FC Thionville. Sein Debüt für die Reservemannschaft des AJ Auxerre folgte 27. November 2010 gegen CS Louhans-Cuiseaux.
Im Sommer 2011 wurde Léon von Laurent Fournier in die Profimannschaft hochgezogen und gab am 6. August 2011 sein Profidebüt für die AJ Auxerre gegen den späteren Meister HSC Montpellier.
Im Juli 2015 lief sein Arbeitspapier in Auxerre aus. Zwei Monate später nahm Stade Brest den Spieler unter Vertrag. In den folgenden fünf Jahren kam er sieben Mal in der Liga für die erste Mannschaft zum Einsatz, bevor er sich im Juli 2020 seinem ehemaligen Verein AJ Auxerre anschloss.